# Cryptanthus pseudoscaposus
Cryptanthus pseudoscaposus är en gräsväxtart som beskrevs av Lyman Bradford Smith. Cryptanthus pseudoscaposus ingår i släktet Cryptanthus, och familjen Bromeliaceae. Inga underarter finns listade i Catalogue of Life.